# Partia Wolności i Sprawiedliwości (Serbia)
Partia Wolności i Sprawiedliwości (serb. Stranka slobode i pravde / Странка слободе и правде, SSP) – serbska partia polityczna o profilu socjaldemokratycznym.

## Historia
Partia na bazie ugrupowania Zelena ekološka partija, które w 2019 przyjęło nową nazwę, a na swojego lidera wybrało byłego burmistrza Belgradu Dragana Đilasa. Wśród liderów nowej formacji znaleźli się także Marinika Tepić i Borko Stefanović, do SSP dołączyła również formacja Levica Srbije. Za jedną z głównych kwestii partia uznała przedstawienie propozycji dotyczącej statusu Kosowa.
W 2018 SSP współtworzyła porozumienie ugrupowań opozycyjnych nazwane Sojusz dla Serbii; koalicja ta zbojkotowała wybory parlamentarne w 2020, uznając je za niedemokratyczne. W tym samym roku partia dołączyła do nowej koalicji UOPS zrzeszającej stronnictwa sprzeciwiające się polityce Aleksandara Vučicia, która to koalicja została rozwiązana po kilku miesiącach. W listopadzie 2021 doszło do utworzenia kolejnego bloku opozycyjnego z udziałem Partii Wolności i Sprawiedliwości (a także m.in. Partii Demokratycznej i Partii Ludowej) celem wspólnego udziału w 2022 w wyborach prezydenckich i parlamentarnych. Sojusz przyjął nazwę Zjednoczeni dla Zwycięstwa Serbii, pierwsze miejsce na liście wyborczej do parlamentu otrzymała należąca do SSP Marinika Tepić. Koalicja uzyskała około 14% głosów, do parlamentu weszło kilkunastu kandydatów rekomendowanych przez SSP (w tym kilku należących do koalicyjnych ruchów politycznych, np. PSG).
W kolejnych wyborach w 2023 partia współtworzyła koalicję Serbia przeciw Przemocy, która dostała niespełna 27% głosów i 65 mandatów (kilkanaście z nich przypadło osobom startującym pod szyldem SSP).